# Feilding
Feilding ist eine Stadt im Manawatu District der Region Manawatū-Whanganui auf der Nordinsel von Neuseeland. Sie ist Verwaltungssitz des Distrikts.

## Geographie
Feilding liegt rund 15 km nordwestlich von Palmerston North inmitten der Manawatu Plains und damit im Überschwemmungsgebiet einiger Flüsse. Durch den Ort führt der State Highway 54 von Palmerston North aus nach Norden. Der State Highway 3 verläuft südwestlich außerhalb des Ortes. Der Bahnhof der Stadt liegt an der North Island Main Trunk Railway im Zentrum.

## Geschichte
Benannt ist Feilding nach Colonel William Feilding, dem Direktor der Emigrants and Colonists Aid Corporation Ltd., einer ehemaligen britischen Organisation, die die Arbeitslosigkeit im Mutterland des britischen Empires dadurch versuchte zu vermindern, indem sie Siedlungswillige bei der Ansiedlung in britischen Kolonien unterstützte, so auch in Neuseeland. 1871 erwarb die Corporation etwa 400 km² Land von der damaligen Provinzverwaltung in Wellington und brachte am 22. Januar 1874 die ersten britischen Siedler in ihr Siedlungsgebiet, dem späteren Feilding.

## Bevölkerung
Zum Zensus des Jahres 2013 zählte die Stadt 10.656 Einwohner, 5,0 % mehr als zur Volkszählung des Jahres 2006.

## Wirtschaft
Feilding ist das Zentrum eines von der Landwirtschaft geprägten Distrikts.

## Sehenswürdigkeiten
Von Feilding aus startet die Feilding and District Steam Rail Society Fahrten mit historischen Dampflokomotiven. Im Ort selbst befindet sich das 1904 Building, ein 1904 erbautes denkmalgeschütztes Gebäude. Feilding wurde bis 2014 bereits 14 Mal zur Schönsten Ortschaft Neuseelands gewählt.

## Kultur
Die Alternative-Rock Band Evermore stammt ursprünglich aus Feilding.

## Sport
Südlich der Ortschaft befindet sich der Manfeild Circuit Chris Amon, eine der wichtigsten Motorsport-Rennstrecken des Landes, während sich im Osten des Ortes ein kleiner Flugplatz anschließt.

## Naturereignisse
Im Jahr 2004 wurden bei Überschwemmungen etwa 140 Häuser zerstört.

## Persönlichkeiten
- Mike Shrimpton (1940–2015), Cricketspieler
- Timothy Gudsell (* 1984), Radrennfahrer
- Jesse Sergent (* 1988), Radrennfahrer
- Sarah Hirini (* 1992), Rugbyspielerin